# Елмер Фадд
Елмер Дж. Фадд / Розумник (англ. Elmer J. Fudd/Egghead) — вигаданий  мультиплікаційний герой, один із найвідоміших персонажів Looney Tunes, заклятий ворог Багза Банні. За сюжетом його метою є полювання на Багза, але щоразу вона зазвичай закінчується серйозними пораненнями самого мисливця або другорядних героїв. Відмінною рисою Елмера є його специфічна та легко впізнавана манера спілкування. Він картавить, замінюючи звуки «R» і «L» на «W», так що фраза «Watch the road, Rabbit!» (Слідкуй за дорогою, Кролик!) перетворюється в «Watch the woad, wabbit!». Коронна фраза Елмера — «Be vewy vewy quiet, I’m hunting wabbits» («Будь дузе дузе тихим! Я полюю на кволиків»), також він відомий своїм фірмовим сміхом «huh-uh-uh-uh-uh-uh-uh-uh».
Найпопулярніші мультфільми за участю Елмера Фадда — шедевр Чака Джонса Що за опера, док? (один з небагатьох випадків, коли Фадд перемагав Багза Банні), Севільський кролик і Трилогія про полювання із серії Кроликовий сезон/Качиний сезон.

## Походження
Розумник — перший постійний персонаж у створеній Леоном Шлезингером серії Веселі Мелодії (англ. Merrie Melodies), хоча деякі персонажі й повторювались декілька разів (Фоксі, Гупі та Піггі). В 1937 році Текс Ейвері ввів нового персонажа в серії коротких мультфільмів «Розумник знов повертається». Розумник спочатку був зображений з носом картоплею, яйцеподібною головою (звідси й пішло прізвисько — «Яйцеголовий» чи «Розумник»), і в ексцентричному одязі. Озвучував його Денні Вебб.
Для мультфільму Небезпечний Ден МакФу 1939 року спеціально найняли нового актора, Артура К. Браяна, щоб озвучити персонажа-собаку. Ними був вигаданий дуже відомий зараз голос, котрий пізніше почали використовувати для Елмера Фадда. Саме з тої пори він став головним антагоністом в більшості мультфільмів про Багза Банні, поклавши початок однієї з найвідоміших історій суперництва в американському кіно.
За сезон 1941—1942 зовнішній вигляд Елмера був замінений, але усього на п'ять мультфільмів — «Кролячі проблеми» (англ. Wabbit Twouble), «Кролик-везунчик» (англ. The Wacky Wabbit), «Кролик, котрий встиг до обіду» (англ. The Wabbit Who Came to Supper), «Як щодо прикупити облігацій?» (англ. Any Bonds Today?) і «Свіжий заєць» (англ. Fresh Hare). Він погладшав, отримав пивний животик і став схожий на актора Артура К. Браяна, котрий його озвучував. Але глядачі не сприйняли товстого Фадда, так що зрештою його «струнка» версія повернулась і залишилась назавжди.